# Pedro Asúa
Pedro Asúa Mendia (Valmaseda, Vizcaya; 30 de agosto de 1890-Liendo, Cantabria; 29 de agosto de 1936), también conocido como Pedro de Asúa, fue un sacerdote y arquitecto español conocido, entre otras obras, por el Seminario Diocesano de Vitoria y por las escuelas Mendía de Valmaseda.

## Biografía
Pedro Asúa nació en 1890 en Valmaseda, donde realizó sus estudios primarios y obtuvo el título de bachiller en 1906. Posteriormente, entre 1906 y 1914, estudió arquitectura en Madrid.
Tras recibir el título de arquitecto, trabajó en el proyecto del Coliseo Albia de Bilbao, el frontón Jai Alai de Madrid y en 1917 comenzó las escuelas Mendía de Valmaseda, que terminó en 1920.
En 1920, con 29 años, ingresó en el Seminario de Aguirre en Vitoria, donde se ordenó sacerdote el 14 de junio de 1924.
Ese mismo año, el obispo Mateo Múgica le nombró arquitecto diocesano y le encargó la confección de los planos del Seminario Diocesano de Vitoria y la supervisión de su construcción, iniciada en 1926 y finalizada en 1930.
También fue autor de los planos para la reforma de los seminarios de Santiago de Compostela, de Oviedo y de Saturrarán, y del convento de clarisas de Cantalapiedra.
Asúa falleció en 1936, apenas dos meses tras el inicio de la Guerra Civil, asesinado por milicianos republicanos incontrolados en el monte Candina de Liendo (Cantabria). Sus restos mortales fueron trasladados en 1956 a la capilla del seminario de Vitoria.
En mayo de 1964 se inició su proceso de beatificación, que se completó 58 años después en 2014.